# Ufsekammen
Ufsekammen är en bergstopp i Antarktis. Den ligger i Östantarktis. Norge gör anspråk på området. Toppen på Ufsekammen är 2 355 meter över havet.
Terrängen runt Ufsekammen är varierad. Trakten är obefolkad. Det finns inga samhällen i närheten. 